# Agrostis nemoralis
Agrostis nemoralis é uma espécie de gramínea do gênero Agrostis, pertencente à família Poaceae.